# جغتاي (إيران)
جغتاي (بالفارسية: جغتای) هي مدينة تقع في إيران في قسم. يقدر عدد سكانها بـ 6,027 نسمة .